# Dapidodigma sudsudana
Dapidodigma sudsudana är en fjärilsart som beskrevs av D'abrera 1980. Dapidodigma sudsudana ingår i släktet Dapidodigma och familjen juvelvingar. Inga underarter finns listade i Catalogue of Life.